# Sân bay Imphal
Sân bay Imphal (IATA: IMF, ICAO: VEIM) là một sân bay ở Imphal, Manipur, Ấn Độ. Sân bay này có 1 đường băng dài 2746 m bề mặt asphalt.

## Các hãng hàng không và các tuyến điểm
Hiện có các hãng hàng không sau đây hoạt động ở sân bay Imphal:
- Deccan (Guwahati, Kolkata, Silchar, Dimapur)
- Indian Airlines (Kolkata, Guwahati, Guwahati, Aizawl, Silchar, Dimapur)
- IndiGo Airlines (Delhi, Guwahati, Agartala, Kolkata}
- Jet Airways (Kolkata, Guwahati)
- Jet Lite {Kolkata, Guwahati)
- Kingfisher Airlines (Bengaluru, Guwahati, Hyderabad, Kolkata)